# Делидаг
Делидаг или Далидаг (азерб. Dəlidağ) — горная вершина в Азербайджане, самая высокая вершина хребта Мыхтёкян. Расположена на границе Кельбаджарского и Лачинского районов. Высота — 3616 м.
На горе имеются альпийские и субальпийские луга. На склонах Делидага сохранились следы древних ледников.